# Corongoceras
Corongoceras es un género de amonites de la familia Himalayitidae.